# Диланян, Эмиль Маркосович
Эмиль Маркосович Диланян (арм. Էմիլ Մարկոսի Դիլանյան, 31 декабря 1917, Эривань, Закавказский комиссариат — 12 апреля 1986) — армянский советский специалист в области электротехники, педагог высшей школы. Участник Великой Отечественной войны.

## Биография
Родился в семье служащего. Рано, в 1921 году, потерял отца. Мать Вардуи одна воспитала дочерей Асмик и Арзик и сына Эмиля. Окончив в 1935 году среднюю школу поступил на подготовительные курсы строительного факультета Днепропетровского университета. В 1936 году вернулся в Ереван и поступил в Ереванский политехнический институт. Одновременно занимался в аэроклубе.
В 1937 году призван в Красную Армию. Окончил Ейское авиационное училище (1939), по окончании преподавал там же.
На фронте Великой Отечественной войны с марта 1942 года. В составе авиации Северного флота участвовал в боях, прикрывая с воздуха Мурманскую базу и северные конвои. Командир звена. Принял участие в 15 воздушных боях, в которых лично сбил 4 самолёта противника. 5 августа 1942 года был сбит в воздушном бою, сумел вернуться в расположение части, перенёс ампутацию левой руки от плеча (в некоторых документах значился как убитый). Комиссованный из вооружённых сил, вернулся в Ереван и продолжил учёбу, к концу войны окончив институт. Избирался депутатом Верховного совета Армянской ССР.
В 1951 году поступил в аспирантуру Московского энергетического института. Защитил кандидатскую диссертацию на тему «Электрооборудование летающих аппаратов».
В 1954 году основал кафедру электропривода и автоматизации производственных процессов в Ереванском политехническом институте, которой руководил до своей кончины в 1986 году. С 1956 по 1961 год — декан электротехнического факультета. Подготовил докторскую диссертацию.
Скончался после продолжительной и тяжелой болезни.

## Память

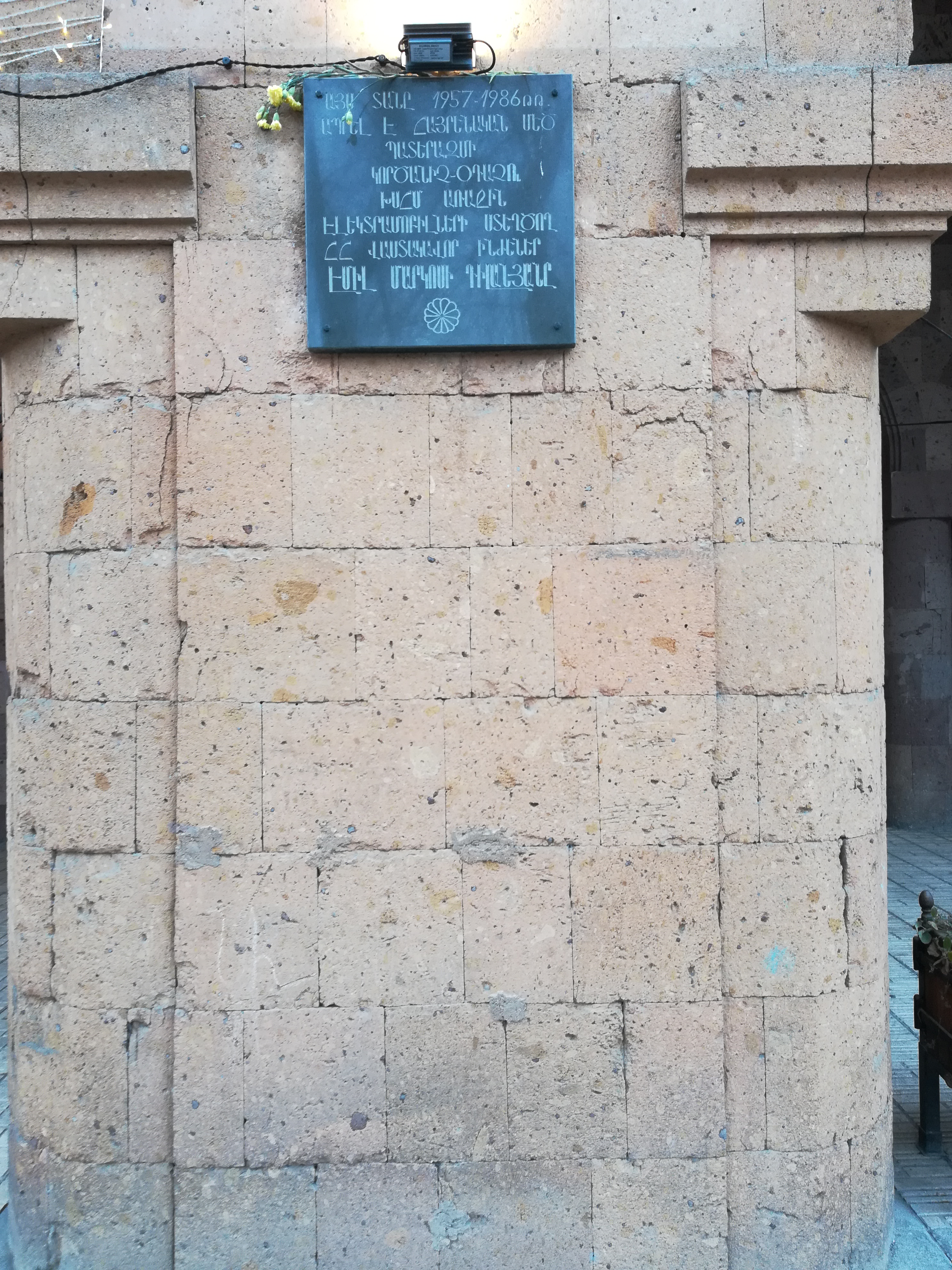
Мемориальная доска в Ереване. Ул. Таманяна, 3

Мемориальная доска в Ереване. Ул. Таманяна, 3.